# Gears of War 4
Gears of War 4 je střílečka z pohledu třetí osoby, která vyšla v roce 2016, vyvinutá společností The Coalition a publikovaná společností Microsoft Studios na konzole Xbox One a pro Windows. Jedná se o čtvrtý díl série Gears of War a první díl, který nevyvíjelo studio Epic Games. Hra vyšla dne 11. října 2016 a pokračování s názvem Gears 5, vyšlo 10. září 2019.
Hra byla také dalším titulem Gears of War po originálu, který byl vydán i pro Windows.

## Gameplay
Mnoho herních prvků z předchozích her bylo znovu zavedeno. Přidáno bylo i několik nových prvků, jako jsou zbraně Dropshot a Buzzkill. Hráči mohou také provést útok zblízka ramenem, čímž nepřátele vyvedou z rovnováhy. Dále lze nepřátelé vytáhnout z krytu a zneškodnit je. Hra obsahuje 4 kategorie počasí.
Během celé hry lze využívat kooperativní režim.

## Ohlasy

### Recenze
Hra získala příznivé recenze podle recenzentů z Metacriticu.
Od recenzentů Gamespot získala hra hodnocení 7/10 a od stránky Polygon 9/10.

### Prodeje
Hra byla během prvního týdne vydání druhou nejprodávanější hrou ve Velké Británii, hned za fotbalovou hrou FIFA 17. Ve Spojených státech to byla třetí nejprodávanější hra v říjnu, hned za Battlefield 1 a Mafia III.

### Ocenění
| Rok  | Ocenění                                   | Kategorie                                            | Výsledek | Reference |
| ---- | ----------------------------------------- | ---------------------------------------------------- | -------- | --------- |
| 2016 | The Game Awards 2016                      | Nejlepší akční hra                                   | Nominace | [ 11 ]    |
| 2016 | The Game Awards 2016                      | Nejlepší multiplayer                                 | Nominace | [ 11 ]    |
| 2017 | 15th Annual Visual Effects Society Awards | Vynikající vizuální efekty v projektu v reálném čase | Nominace | [ 12 ]    |
| 2017 | 20th Annual D.I.C.E. Awards               | Akční hra roku                                       | Nominace | [ 13 ]    |